# Baberu
Baberu is een nagar panchayat (plaats) in het district Banda van de Indiase staat Uttar Pradesh. 

## Demografie
Volgens de Indiase volkstelling van 2001 wonen er 14.499 mensen in Baberu, waarvan 54% mannelijk en 46% vrouwelijk is. De plaats heeft een alfabetiseringsgraad van 60%. 